# Henderson, Nevada
Henderson City este un oraș din Statele Unite ale Americii. 

## Climă
| Date climatice pentru Henderson, Nevada | Date climatice pentru Henderson, Nevada | Date climatice pentru Henderson, Nevada | Date climatice pentru Henderson, Nevada | Date climatice pentru Henderson, Nevada | Date climatice pentru Henderson, Nevada | Date climatice pentru Henderson, Nevada | Date climatice pentru Henderson, Nevada | Date climatice pentru Henderson, Nevada | Date climatice pentru Henderson, Nevada | Date climatice pentru Henderson, Nevada | Date climatice pentru Henderson, Nevada | Date climatice pentru Henderson, Nevada | Date climatice pentru Henderson, Nevada |
| Luna                                    | Ian                                     | Feb                                     | Mar                                     | Apr                                     | Mai                                     | Iun                                     | Iul                                     | Aug                                     | Sep                                     | Oct                                     | Nov                                     | Dec                                     | Anual                                   |
| --------------------------------------- | --------------------------------------- | --------------------------------------- | --------------------------------------- | --------------------------------------- | --------------------------------------- | --------------------------------------- | --------------------------------------- | --------------------------------------- | --------------------------------------- | --------------------------------------- | --------------------------------------- | --------------------------------------- | --------------------------------------- |
| Maxima istorică °F (°C)                 | 75 (24)                                 | 86 (30)                                 | 91 (33)                                 | 97 (36)                                 | 111 (44)                                | 114 (46)                                | 117 (47)                                | 112 (44)                                | 110 (43)                                | 100 (38)                                | 90 (32)                                 | 78 (26)                                 | 117 (47)                                |
| Maxima medie °F (°C)                    | 54 (12)                                 | 59 (15)                                 | 67 (19)                                 | 75 (24)                                 | 85 (29)                                 | 95 (35)                                 | 101 (38)                                | 99 (37)                                 | 91 (33)                                 | 78 (26)                                 | 64 (18)                                 | 54 (12)                                 | 76,8 (24,9)                             |
| Minima medie °F (°C)                    | 41 (5)                                  | 44 (7)                                  | 49 (9)                                  | 56 (13)                                 | 65 (18)                                 | 74 (23)                                 | 79 (26)                                 | 78 (26)                                 | 71 (22)                                 | 60 (16)                                 | 48 (9)                                  | 40 (4)                                  | 58,8 (14,9)                             |
| Minima istorică °F (°C)                 | 11 (−12)                                | 12 (−11)                                | 25 (−4)                                 | 31 (−1)                                 | 37 (3)                                  | 41 (5)                                  | 56 (13)                                 | 59 (15)                                 | 43 (6)                                  | 30 (−1)                                 | 4 (−16)                                 | 9 (−13)                                 | 4 (−16)                                 |
| Precipitații inches (mm)                | 0.70 (17.8)                             | 0.96 (24.4)                             | 0.57 (14.5)                             | 0.23 (5.8)                              | 0.11 (2.8)                              | 0.11 (2.8)                              | 0.46 (11.7)                             | 0.72 (18.3)                             | 0.42 (10.7)                             | 0.36 (9.1)                              | 0.49 (12.4)                             | 0.60 (15.2)                             | 5,73 (145,5)                            |
| Sursă:                                  |                                         |                                         |                                         |                                         |                                         |                                         |                                         |                                         |                                         |                                         |                                         |                                         |                                         |